# 平方千米
平方公里（符號為km²）是面積的公制單位（SI Unit），其定義是「邊長為1公里的正方形的面積」。

## 单位转换
| 1平方公里（1km²）等於：  |                                      |
| - 1,000,000平方米        | （1平方米=0.000001平方公里）         |
| - 10,000,000,000平方厘米 | （1平方厘米=0.0000000001平方公里）   |
| - 100公頃                | （1公頃=0.01平方公里）               |
| - 10,000公畝             | （1公畝=0.0001平方公里）             |
| - 1,500畝                | （1畝=0.000666667平方公里）          |
| - 247.105383英畝         | （1英畝=0.004047平方公里）           |
| - 0.386102平方英里       | （1平方英里=2.589988平方公里）       |
| - 10758400平方英尺       | （1平方英尺=0.000000092951平方公里） |
| - 1550000000平方英寸     | （1平方英寸=0.000000000645平方公里） |
| - 155平方寸              |                                      |
| - 25000莱                | （泰国面积单位，1莱=1600平方米）     |